# Claire Lucemburská
Princezna Claire Lucemburská (rozená Claire Margareta Lademacher; * 21. března 1985 Filderstadt) je členka lucemburské velkovévodské rodiny. Je manželkou prince Félixe, který je čtvrtý v linii nástupnictví na lucemburský trůn. Je také bioetickou výzkumnicí.

## Mládí a akademická kariéra
Claire se narodila 21. března 1985 ve Filderstadtu v Západním Německu (současném Německu). Je druhým dítětem Gabriele Lademacherové (rozené Schneiderové) a Hartmuta Lademachera. Její otec, zakladatel společnosti LHS Telekommunikation a majitel hradů v Chorvatsku a Saint-Tropez, zahájil svou kariéru ve společnosti IBM a investováním do softwarového průmyslu nashromáždil odhadem 600 milionů EUR. Claire a její starší bratr Felix vyrostli v Usingenu. Ve věku 11 let se Lademacherovi přestěhovali do Atlanty a Claire byla zapsána na Atlanta International School. V roce 1999 se rodina vrátila do Německa a od té doby Claire navštěvovala Frankfurt International School, poté se zapsala na Collège Alpin International Beau Soleil ve Švýcarsku. Získala anglický diplom A-Levels s vyznamenáním (Prize of Excellency). V roce 2003 začala studovat mezinárodní komunikaci na American University of Paris a roku 2007 zde promovala.
Po ukončení vysokoškolského studia pracovala Claire v nakladatelství Condé Nast Publications v New Yorku a Mnichově. Pracovala také jako projektová manažerka pro IMG World v Berlíně. Zatímco byla zaměstnankyní Condé Nast Publications, rozhodla se pokračovat v kariéře v akademické bioetice. V roce 2012 byla Claire v Římě a připravovala doktorát v oboru etiky dárcovství orgánů na Regina Apostolorum. Předmětem její disertační práce je bioetické hodnocení souhlasu s darováním orgánů. Disertační práce se zaměřuje na situaci v Německu, Rakousku a Spojených státech amerických. Několik měsíců na podzim roku 2012 působila jako hostující vědecká pracovnice na Kennedyho institutu etiky na Georgetownské univerzitě. V únoru 2018 se stala hostující profesorkou na Fakultě bioetiky na Univerzitě Ateneo Pontificio Regina Apostolorum v Římě.
Kromě své rodné němčiny mluví Claire anglicky, francouzsky a italsky.

## Osobní život
Claire se během studia na Collège Alpin International Beau Soleil setkala s princem Félixem Lucemburským. Pár se ve Washingtonu, D.C., v září 2012, zúčastnil svatby bratrance prince Félixe, arcivévody Imry Rakouského. V říjnu se zúčastnili svatby jeho staršího bratra dědičného velkovévody Guillauma a hraběnky Stéphanie de Lannoy, ale nesměli spolu při obřadu sedět.
Dne 13. prosince velkovévodská domácnost potvrdila, že Claire se zasnoubila s princem Félixem. Tisku byla představena v Château de Berg 27. prosince. Civilní obřad se konal 17. září 2013 v Königsteinu im Taunus v Německu, přičemž je obvyklé, že svatby se konají v místě bydliště nevěsty. Dne 21. září následoval církevní obřad v bazilice Sainte Marie-Madeleine v Saint-Maximin-la-Sainte-Baume ve Francii.
Claire se po svém sňatku stala lucemburskou princeznou s oslovením Její královská výsost. Od svatby žil pár na jihu Francie v Château Les Crostes, vinařství v Lorgues, které po mnoho let vlastní rodina Lademacherů. Od roku 2017 žije rodina v Ženevě ve Švýcarsku. Je spoluzakladatelkou společnosti Young Empire, značky dětského oblečení a dekorací.
Pár má tři děti:
- Princezna Amalia Gabriela Maria Teresa Nasavská (* 15. června 2014, porodnice velkovévodkyně Šarloty, Lucemburk, Lucembursko)
- Princ Liam Henri Hartmut Nasavský (* 28. listopadu 2016, Clinique Générale-Beaulieu, Ženeva, Švýcarsko)
- Princ Balthasar Félix Karl Nasavský (* 7. ledna 2024, porodnice velkovévodkyně Šarloty, Lucemburk, Lucembursko)

## Aktivity
Claire se zajímá o sociální a kulturní témata. Podnikla mnoho cest, na kterých se zapojila do humanitárních projektů, jako je návštěva Tiruppúru v Indii.
Princezna Claire je patronkou sdružení Luxembourg Transplant asbl. Pravidelně se účastní Světového dne dárcovství orgánů v Lucembursku. Kromě toho podporuje Nadaci Le Sourire de Lucie. V březnu 2019 se stala řečnicí v panelové diskusi o začleňování dětí narozených ze znásilnění na Stand Speak Rise Up!.

## Tituly, vyznamenání a ocenění
Její titul je od její svatby dne 17. září 2013: „Její královská Výsost princezna Claire Lucemburská“.
- Lucembursko:
  -  Velkokříž Řádu Adolfa Nasavského